# Campylocentrum schiedei
Campylocentrum schiedei là một loài thực vật có hoa trong họ Lan. Loài này được (Rchb.f.) Benth. ex Hemsl. mô tả khoa học đầu tiên năm 1884.